# Sofieberg, Töreboda
Sofieberg är en egendom i Trästena socken i Sverige (Töreboda, Västergötland). Belägen i närheten av sjön Ymsen i utkanten av Säckestad.
På ägona finns en av Sveriges största ekar, med mått 6,89 i omkrets.